# Karlo Kruasvili
Karlo Kruasvili (grúzul: კარლო ყრუაშვილი) (Grúzia, Tbiliszi, 1927. május 17. – 2002. november 11.) szovjet-grúz nemzetközi labdarúgó-játékvezető.

## Pályafutása

### Nemzeti játékvezetés
Ellenőreinek, sportvezetőinek javaslatára lett az I. Liga játékvezetője. Az aktív nemzeti játékvezetéstől 1974-ben vonult vissza. Első ligás mérkőzéseinek száma: 160.

### Nemzetközi játékvezetés
A Szovjetunió Játékvezető Bizottsága (JB) terjesztette fel nemzetközi játékvezetőnek, a Nemzetközi Labdarúgó-szövetség (FIFA) 1967-től tartotta nyilván bírói keretében. Több válogatott és nemzetközi klubmérkőzést vezetett, vagy működő társának partbíróként segített. Az orosz nemzetközi játékvezetők rangsorában, a világbajnokság-Európa-bajnokság sorrendjében többedmagával a 10. helyet foglalja el 4 találkozó szolgálatával. Az aktív nemzetközi játékvezetéstől 1974-ben vonult vissza. Válogatott mérkőzéseinek száma: 5.

#### Világbajnokság
A világbajnokság döntőjébe vezető úton Mexikóba a IX., az 1970-es labdarúgó-világbajnokság ra, valamint Németországba a X., az 1974-es labdarúgó-világbajnokságra a FIFA JB játékvezetői feladatokkal bízta meg.
| Időpont           | Helyszín                  | Mérkőzés típusa           | Mérkőzés                | Eredmény | Nézők száma |
| ----------------- | ------------------------- | ------------------------- | ----------------------- | -------- | ----------- |
| 1969. november 5. | Prater Stadion, Bécs      | előselejtező (7. csoport) | Ausztria–Skócia         | 2 : 0    | 10 091      |
| 1972. április 30. | Prater Stadion, Bécs      | előselejtező (1. csoport) | Ausztria–Málta          | 4 : 0    | 16 081      |
| 1973. január 13.  | San Paolo Stadion, Nápoly | előselejtező (2. csoport) | Olaszország–Törökország | 0 : 0    | 60 800      |

#### Európa-bajnokság
Az európai-labdarúgó torna döntőjéhez vezető úton Belgiumba a IV., az 1972-es labdarúgó-Európa-bajnokságra az UEFA JB játékvezetőként foglalkoztatta.
| Időpont           | Helyszín                      | Mérkőzés típusa           | Mérkőzés         | Eredmény | Nézők száma |
| ----------------- | ----------------------------- | ------------------------- | ---------------- | -------- | ----------- |
| 1971. április 25. | Mithatpașa Stadion, Isztambul | előselejtező (8. csoport) | Törökország–NSZK | 0 : 3    | 38 097      |

## Sikerei, díjai
A Szovjetunióban elismerésül, a 100 első osztályú bajnoki mérkőzés vezetését követően arany, 80 esetében ezüst, 60 esetében bronz jelvényt kapnak a játékvezetők. 1971-ben Aranyjelvény elismerést kapott, mert hazájában több mint 100 első osztályú bajnoki mérkőzést vezetett.

## Külső hivatkozások
- Karlo Kruashvili. World Referee. [2012. október 9-i dátummal az eredetiből archiválva]. (Hozzáférés: 2011. február 6.)
- Karlo Kruashvili. footballzz.com. (Hozzáférés: 2013. június 23.)
- Karlo Kruashvili. scoreshelf.com. [2015. április 6-i dátummal az eredetiből archiválva]. (Hozzáférés: 2011. február 6.)
- Karlo Kruashvili. footballdatabase.eu. (Hozzáférés: 2011. február 6.)
- Karlo Kruashvili. eu-football.info. (Hozzáférés: 2013. június 23.)